# 2,4'-联吡啶
2,4'-联吡啶是一种有机化合物，化学式为C10H8N2，它是联吡啶的同分异构体之一。它可由2-溴吡啶和4-吡啶硼酸在碳酸铯存在下、四(三苯基膦)钯催化下于二氧六环水溶液中加热反应制得，它可用正己烷-甲基叔丁基醚重结晶。它在甲苯中和溴化苄回流反应，可以得到N'-苄基-2,4'-联吡啶𬭩溴化物。